# Turia, Covasna
Turia (maghiară Torja, germană Torian) este satul de reședință al comunei cu același nume din județul Covasna, Transilvania, România. Se află în partea de nord a județului, în Depresiunea Târgu Secuiesc.

## Așezare
Localitatea Turia este situată pe valea pârâului cu același nume, la o altitudine de 595 m. în partea anterioară a munților Bodoc, Ciomat și Turiei, pe drumul județean 113, Târgu Secuiesc - Bixad.

## Scurt istoric
În cadrul săpăturilor arheologice făcute lângă cimitirul romano-catolic au fost descoperite urme de locuire Coțofeni (o groapă ce conținea două vase și patru bucăți de metacarpe de animal), fragmente ceramice aparținând culturilor Schneckenberg și Wietenberg, precum și două locuințe patrate aparținând populației dacice din sec. IV-III î.e.n. În estul satului, pe o terasă înaltă, în locul numit "Rétiláb", se află o așezare din secolul al IV-lea. În valea pârâului Katarna a fost găsit un bordei cu vatră-pietrar din sec. VII - VIII. Pe malul stâng al pârâului Turia, în nordul localității, se află o așezare aparținând culturii Ariușd-Cucuteni, iar pe locul numit "Telek", a fost descoperită o așezare cu două nivele de locuire, o locuință dreptunghiulară și o locuință de suprafață cu găuri de par, lângă ultima aflându-se un bordei de cultură Precucuteni, suprapus de o locuință a culturii Noua. Tot pe Telek a mai fost descoperită o așezare din prima epocă a fierului, suprapusă pe una din sec. XI - XII. Pe malul stâng al pârâului Bálványos, pe un deal, se află ruinele cetății Bálványos compusă dintr-un donjon de formă patrată, de care se leagă incinta de piatră a unei cetăți interioare care cuprinde și platoul, și o cetate exterioară care se leagă de colțul vestic al cetății. Pe partea estică este situată poarta de intrare în cetate. Pe baza elementelor de construcție și a materialelor descoperite, donjonul a fost încadrat în sec. XII - XIII, iar incintele de piatră în sec. XIII - XIV. Cetatea a fost locuită până în secolul al XVII-lea. Prima atestare documentară a localității datează din anul 1307.

## Economie
Economia localității este predominant agricolă bazată pe cultura plantelor și creșterea animalelor. Un aport minor este adus de comerț si activitatea de turism rural.

## Obiective turistice
- Biserica reformată fortificată (sec. XVI)
- Cetatea Balvanyos
- Castelul Apor din Turia
- Tinovul Buffagó (mlaștină oligotrofă)
- Grota sulfuroasă